# Zlín (region)
Zlín (tjeckiska: Zlínský kraj) är en administrativ region i Tjeckien. Regionens huvudort är Zlín.
Regionen har 590 484 invånare (år 2005) och en yta på 3 964 km².

## Distrikt
- Kroměříž
- Uherské Hradiště
- Vsetín
- Zlín